# Queensberry Bay
Queensberry Bay ist ein Küstenort am Indischen Ozean in der Lokalgemeinde Great Kei der südafrikanischen Provinz Eastern Cape. Im Jahre 2011 hatte Queensberry Bay 423 Einwohner in 192 Haushalten.

## Geografie
Der Siedlungskern des Ortes befindet sich auf dem linksseitigen Ufer des Bulura River und an dessen Mündung in den Indischen Ozean. Zwei Wohngebiete in Queensberry Bay tragen die Namen Glen Garriff und Glen Eden. Glen Garriff liegt abseits auf dem rechtsseitigen, westlichen Ufer der Flussmündung und ist nur über die küstennahe Landstraße Schafly Road zu erreichen.
Die Flussmündung bildet einen Ästuar. Der hiesige Küstenabschnitt gehört zur Wild Coast.

## Verkehr
Auf dem Landweg ist Queensberry Bay über die Schafly Road angebunden, die nördlich von Gonubie bei East London von der Regionalstraße R102 abzweigt und wo unweit davon eine Verbindung mit der Nationalstraße N2 besteht. Die Schafly Road ist eine küstennahe Landstraße, von der weitere kleine Küstenorte und Farmen erreicht werden können.

## Sehenswürdigkeiten
- Mündungsareal mit Sandbänken des Bulura River
- Sandstrand und Dünen am Indischen Ozean